# NGC 4975
NGC 4975 في الفهرس العام الجديد، هي مجرة، تقع في كوكبة العذراء. اكتشفت في 19 فبراير 1830 بواسطة جون هيرشل.

## روابط خارجية
- NGC 4975 على موقع ويكي سكاي: DSS2, SDSS, GALEX, IRAS, Hydrogen α, X-Ray, Astrophoto, Sky Map, Articles and images